# Mina und die Traumzauberer
Mina und die Traumzauberer (Originaltitel: Drømmebyggerne) ist ein dänischer Kinderfilm aus dem Jahr 2020.

## Handlung
Als eines Tages die Freundin von Minas Vater mitsamt ihrer Tochter Jenny einzieht, will Mina beide loswerden. Eines Nachts entdeckt Mina jedoch eine Welt, die nur hinter ihren Träumen existiert. Dort leben die Traumzauberer, die die Träume über Theaterstücke steuern. Mina nutzt dies aus, um Jennys Träume zu beeinflussen. Doch dann wacht Jenny nicht mehr auf. Nun muss Mina ihre Familie retten.

## Synchronisation
| Rolle        | Dänischer Sprecher   | Deutscher Sprecher       |
| ------------ | -------------------- | ------------------------ |
| Mina         | Emilie Kroyer Koppel | Meri Dogan               |
| Jenny        | Caroline Vedel       | Julia Beautx             |
| Helene       | Ditte Hansen         | Daniela Bette-Koch       |
| John         | Rasmus Botoft        | Tobias Brecklinghaus     |
| Gaff         | Martin Buch          | Martin Reinl             |
| Karen        | Alberte Winding      | Ilya Welter              |
| Inspektor    |                      | Peter Rütten             |
| Traumbauer   |                      | Volker Niederfahrenhorst |
| Griesgram    |                      | Hans Bayer               |
| Verkäuferin  |                      | Kristin Hesse            |
| Jennys Vater |                      | Heiko Obermöller         |
| Milo         |                      | Michael-Che Koch         |